# Sport invernali

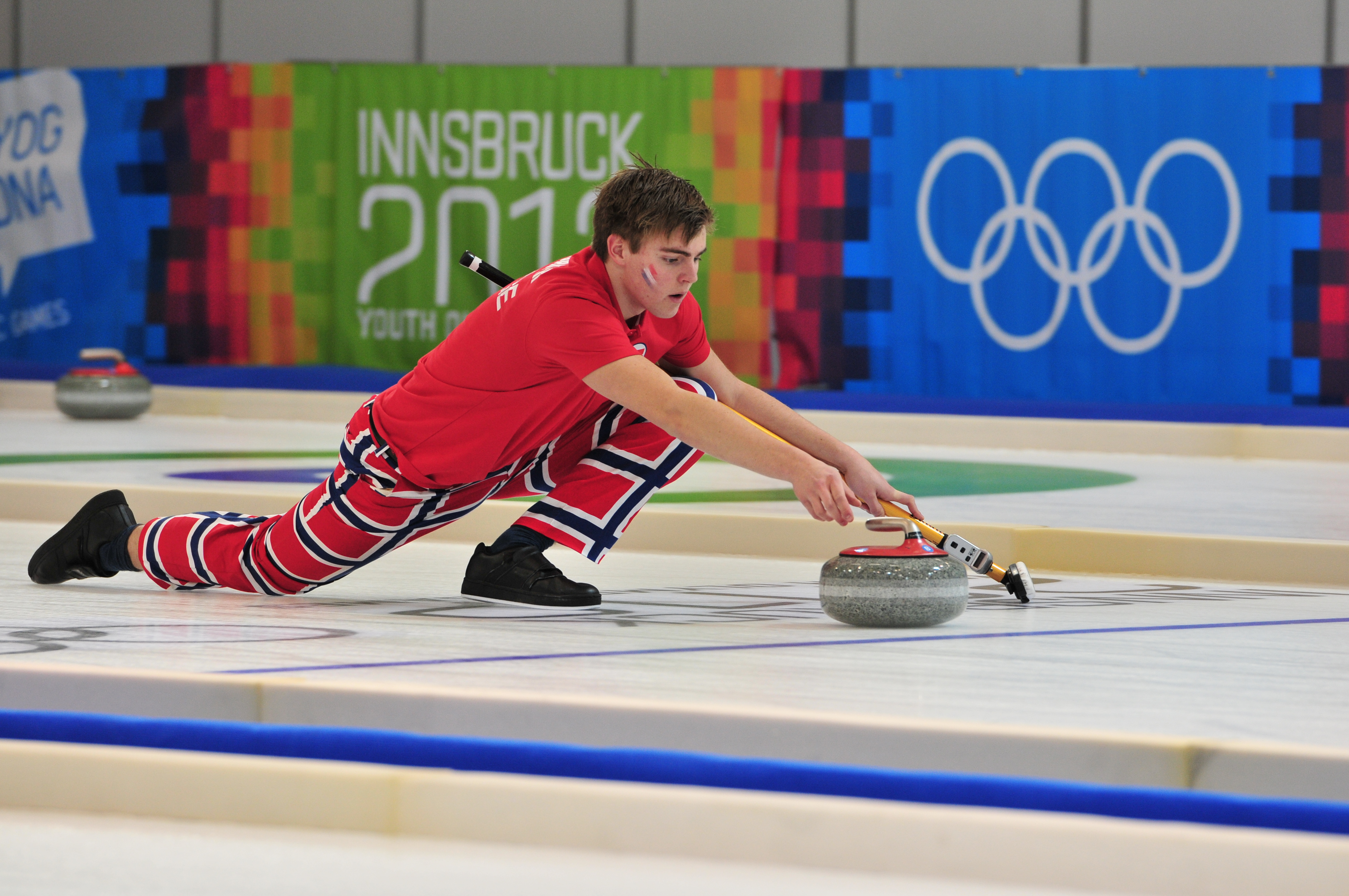
Curling

Gli sport invernali comprendono tutte le discipline sportive che si svolgono su neve e ghiaccio, tradizionalmente praticate durante il periodo invernale nei paesi alpini, nell'Europa settentrionale e orientale, in Nord America, in Giappone e negli ultimi decenni anche in Sudamerica. La massima competizione internazionale degli sport invernali sono i Giochi olimpici invernali, nel cui programma sono inseriti i principali sport (anche se non tutti) che si praticano su neve e ghiaccio.

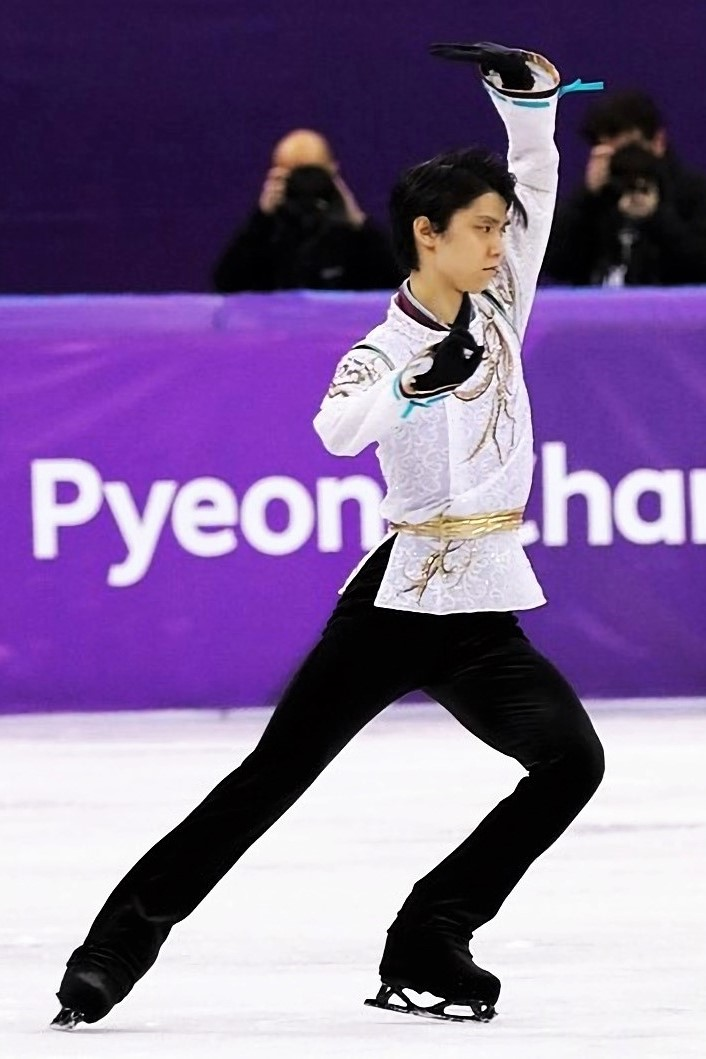
Pattinaggio di figura

Negli ultimi decenni del XX secolo l'introduzione di materiali sintetici che consentono lo scivolamento come sulle superfici innevate o ghiacciate, la costruzione di impianti sportivi al coperto e la diffusione dei sistemi per l'innevamento artificiale hanno permesso di estendere la pratica degli sport invernali ad altri periodi dell'anno e a zone dove il clima o la mancanza di alture naturali non ne consentirebbero il naturale svolgimento.

## Descrizione

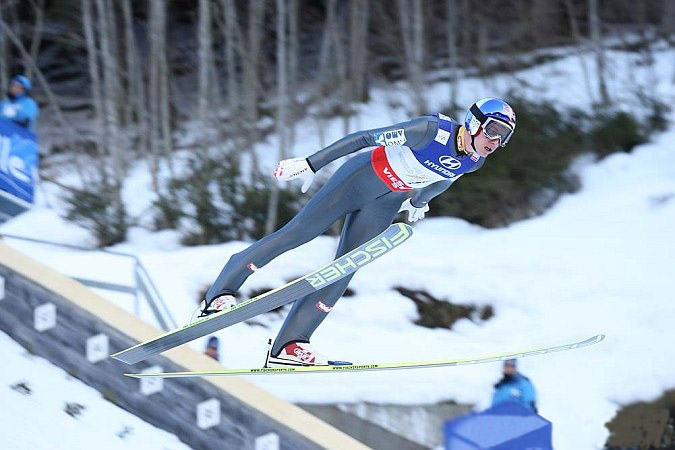
Salto con gli sci

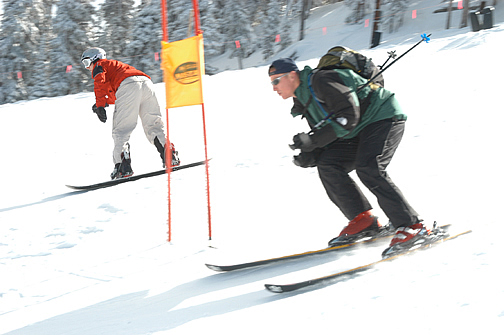
Snowboard e sci alpino

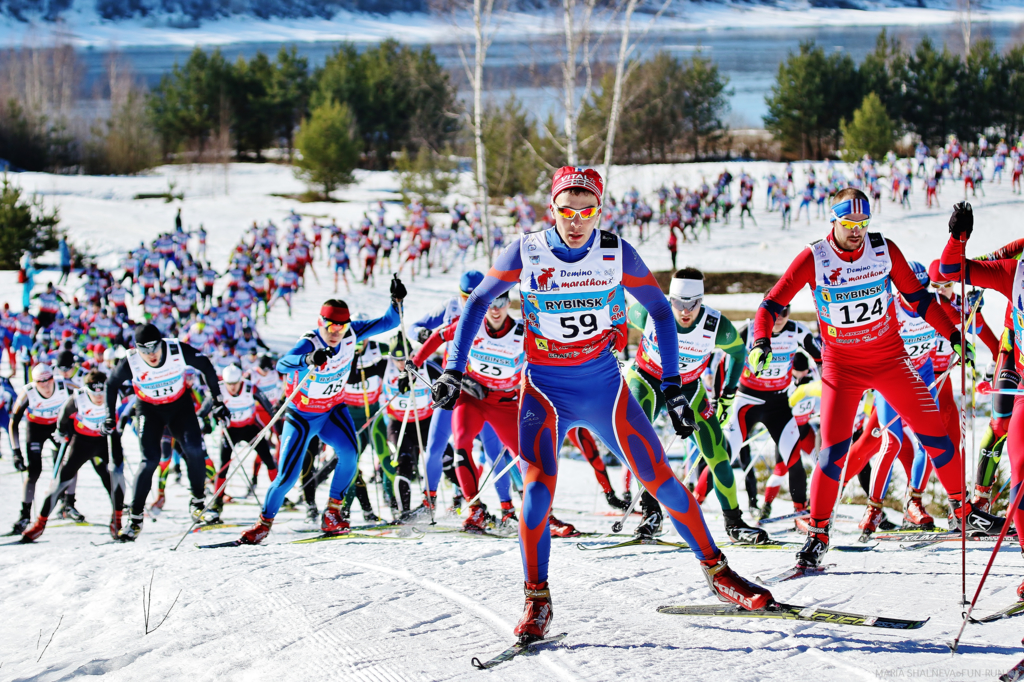
Sci di fondo

### Sport sulla neve

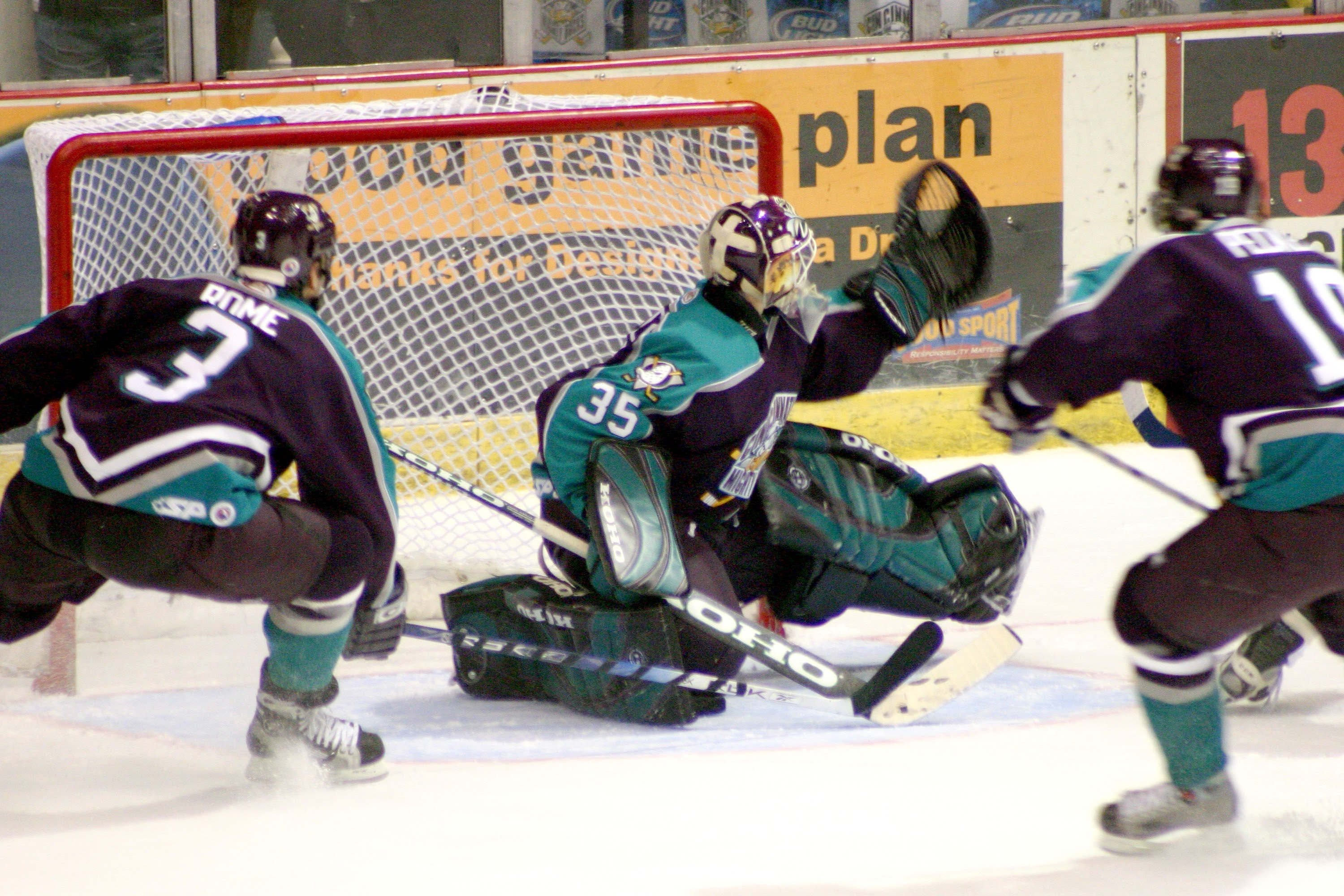
Hockey su ghiaccio

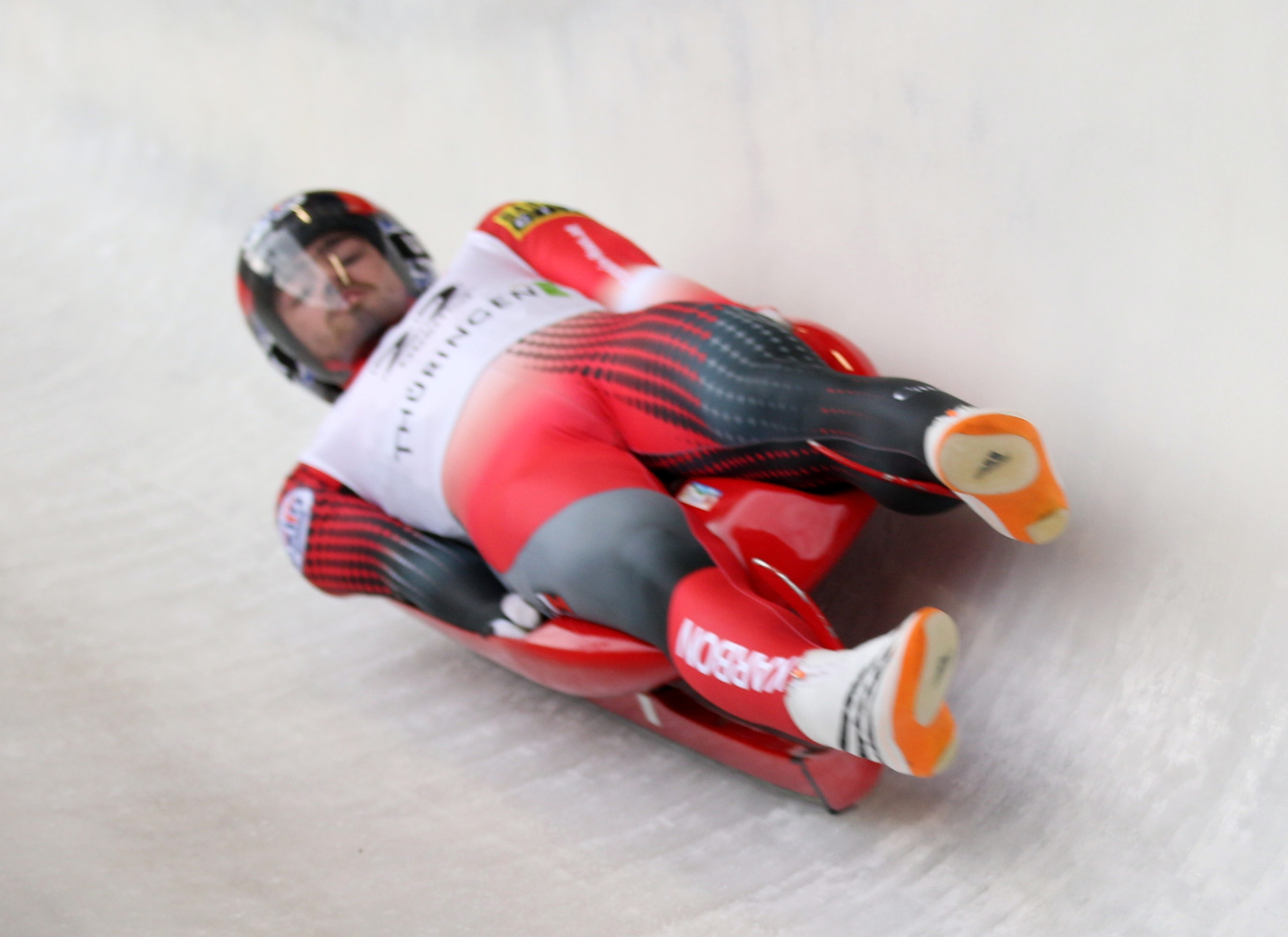
Slittino

Gli sport sulla neve richiedono generalmente l'uso di sci o altri attrezzi di scivolamento.
I principali sport sulla neve sono:
- Biathlon - sci di fondo con sessioni di tiro a segno
- Carving - discesa con sci sciancrati ad effetto autosterzante
- Combinata nordica - abbinamento di sci di fondo e salto con gli sci
- Corsa con i cani da slitta
- Freestyle - sci acrobatico con salti ed evoluzioni
- Salto con gli sci - discesa da un trampolino e salto
- Sci alpino - sci da discesa
- Sci alpinismo - fusione di sci alpino e alpinismo
- Sci di fondo - marcia sugli sci
- Sci di velocità (detto anche chilometro lanciato) - discesa rettilinea con gli sci da un pendio molto ripido
- Sci escursionismo o SFE - fusione di sci nordico ed escursionismo, praticato con sci simili a quelli usati per il fondo
- Sci orientamento - orientamento praticato con sci da fondo
- Skibike - sci da discesa con una bicicletta munita di sci al posto delle ruote
- Skiboard - sci corti e sciancrati per evoluzioni carving e freestyle
- Ski archery - sci di fondo con sessioni di tiro con l'arco
- Slittino su pista naturale - discesa su slitta, in posizione seduta con le mani che comandano due tiranti collegati alle superfici curve dei pattini
- Snowboard - evoluzione della tavola da surf portata sulla neve
- Snow bike - mountain bike sulla neve
- Snowboard cross - con gli snowboarder che partono in 4 (in alcune piste in 6) e fra salti e ampie curve arrivano al traguardo: il più veloce vince la batteria.
- Snowscoot - un tipo di Skibike con telaio e tavole appositamente studiate per l'utilizzo sulle piste da sci.
- Telemark - sci da discesa tradizionale della regione norvegese del Telemark.
- Racchette da neve (ciaspole) - corsa nella neve fresca con racchette da neve che permettono di non affondare.

### Sport sul ghiaccio
Gli sport sul ghiaccio vengono praticati su superfici piane, spesso da atleti muniti di pattini, oppure su percorsi in discesa con mezzi adatti allo scivolamento.
I principali sport sul ghiaccio sono:
- Bandy - antenato dell'hockey su ghiaccio
- Bob - discesa su pista attrezzata con una slitta carenata dotata di pattini
- Corsa su slittino - corsa praticabile da chi ha disabilità motorie
- Curling - sport di squadra simile alle bocce giocato con grosse pietre
- Hockey su ghiaccio - hockey giocato su pattini
- Hockey su slittino (sledge hockey) - hockey giocato su slitte, praticabile da chi ha disabilità motorie
- Ice cross downhill - discesa libera con pattini in linea
- Pattinaggio a vela sul ghiaccio - i pattinatori sfruttano la propulsione del vento impugnando una vela
- Pattinaggio di figura - pattinaggio artistico, danza e sincronizzato
- Pattinaggio di velocità - corsa
- Short track - corsa su pista corta
- Skeleton - discesa su slitta dotata di pattini, in posizione prona con la testa avanti
- Slittino - discesa su slitta dotata di pattini, in posizione supina con la testa dietro
- Vela sul ghiaccio (ice flying) - praticato con scafi dotati di pattini e di una vela da windsurf.

### Sport olimpici

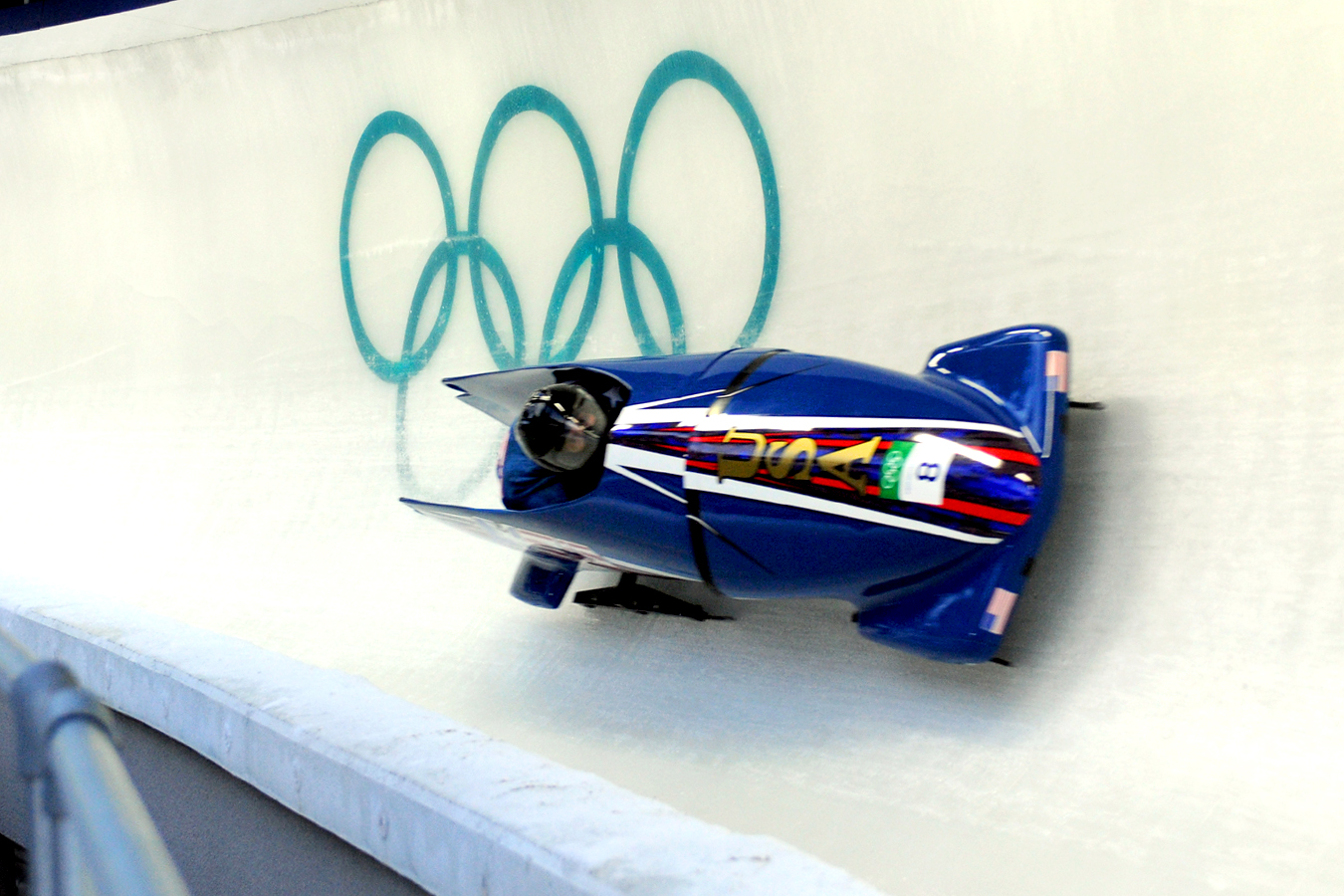
Bob

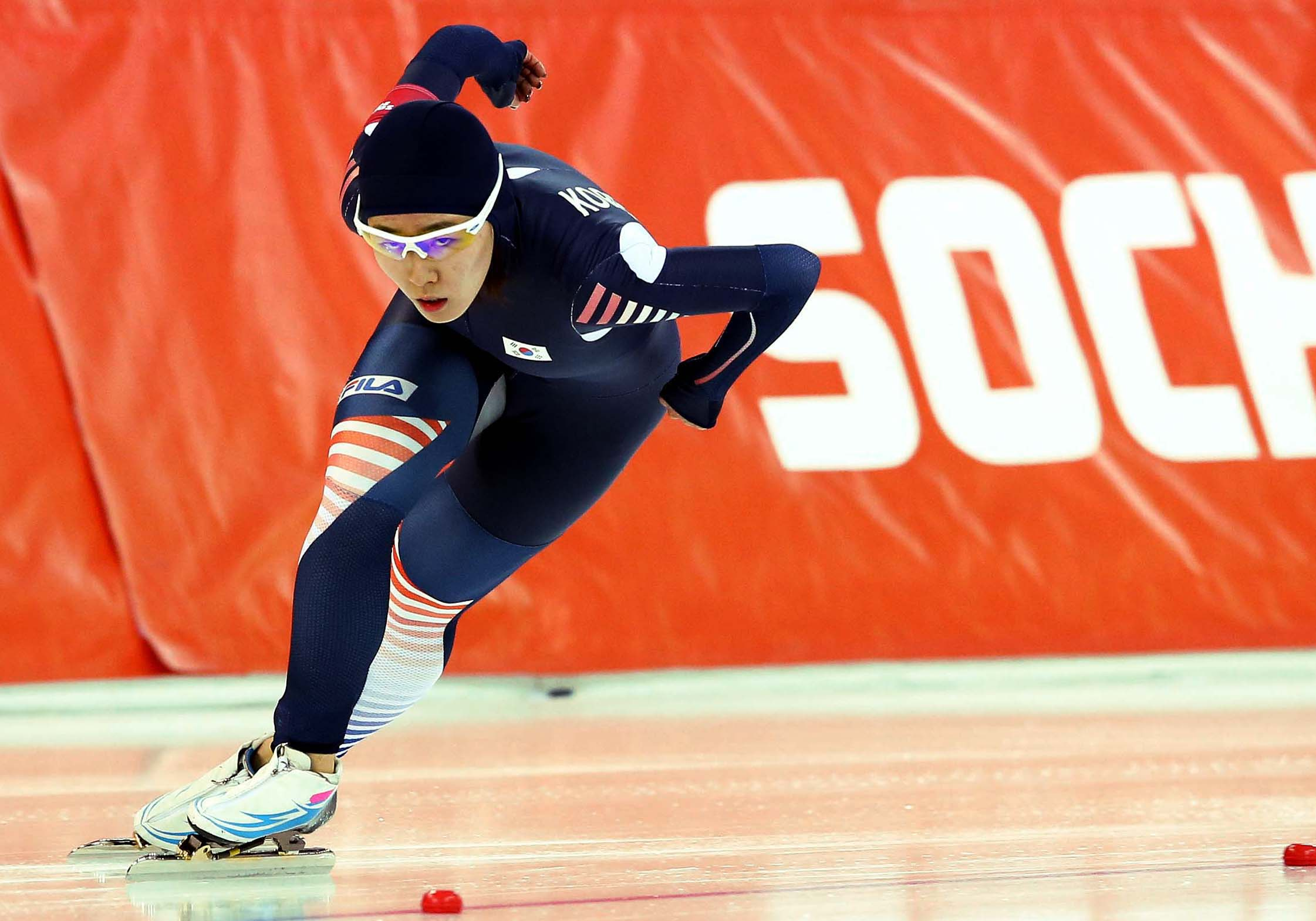
Pattinaggio di velocità su ghiaccio

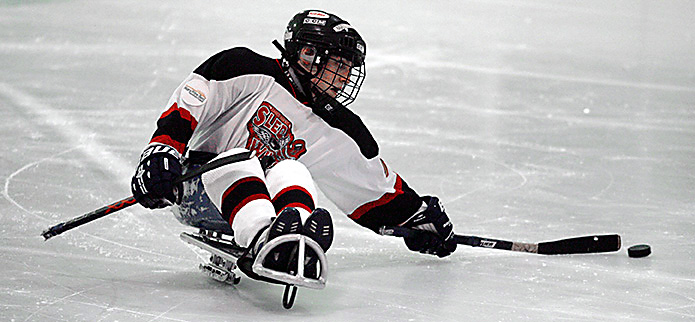
Hockey su slittino

L'attuale programma olimpico invernale comprende i seguenti sport:
- Biathlon, introdotto nel 1960
- Bob, presente sin dai I Giochi olimpici invernali, ma non disputato nel 1960
- Combinata nordica, presente sin dai I Giochi olimpici invernali
- Curling, presente ai I Giochi olimpici invernali, sport dimostrativo nel 1932 e nel 1992, reinserito ufficialmente nel programma olimpico nel 1998
- Freestyle, sport dimostrativo nel 1988, inserito ufficialmente nel programma olimpico dal 1992
- Hockey su ghiaccio, presente anche ai Giochi della VII Olimpiade e da sempre nel programma invernale
- Pattinaggio di figura, presente anche ai Giochi della IV Olimpiade e ai Giochi della VII Olimpiade e da sempre nel programma invernale
- Pattinaggio di velocità, presente sin dai I Giochi olimpici invernali
- Salto con gli sci, presente sin dai I Giochi olimpici invernali
- Sci alpino, introdotto nel 1936
- Sci di fondo, presente sin dai I Giochi olimpici invernali
- Short track, sport dimostrativo nel 1988, inserito ufficialmente nel programma olimpico dal 1992
- Skeleton, disputato nel 1928 e nel 1948, reintrodotto nel 2002
- Slittino, introdotto nel 1964
- Snowboard, introdotto nel 1998

### Sport paralimpici

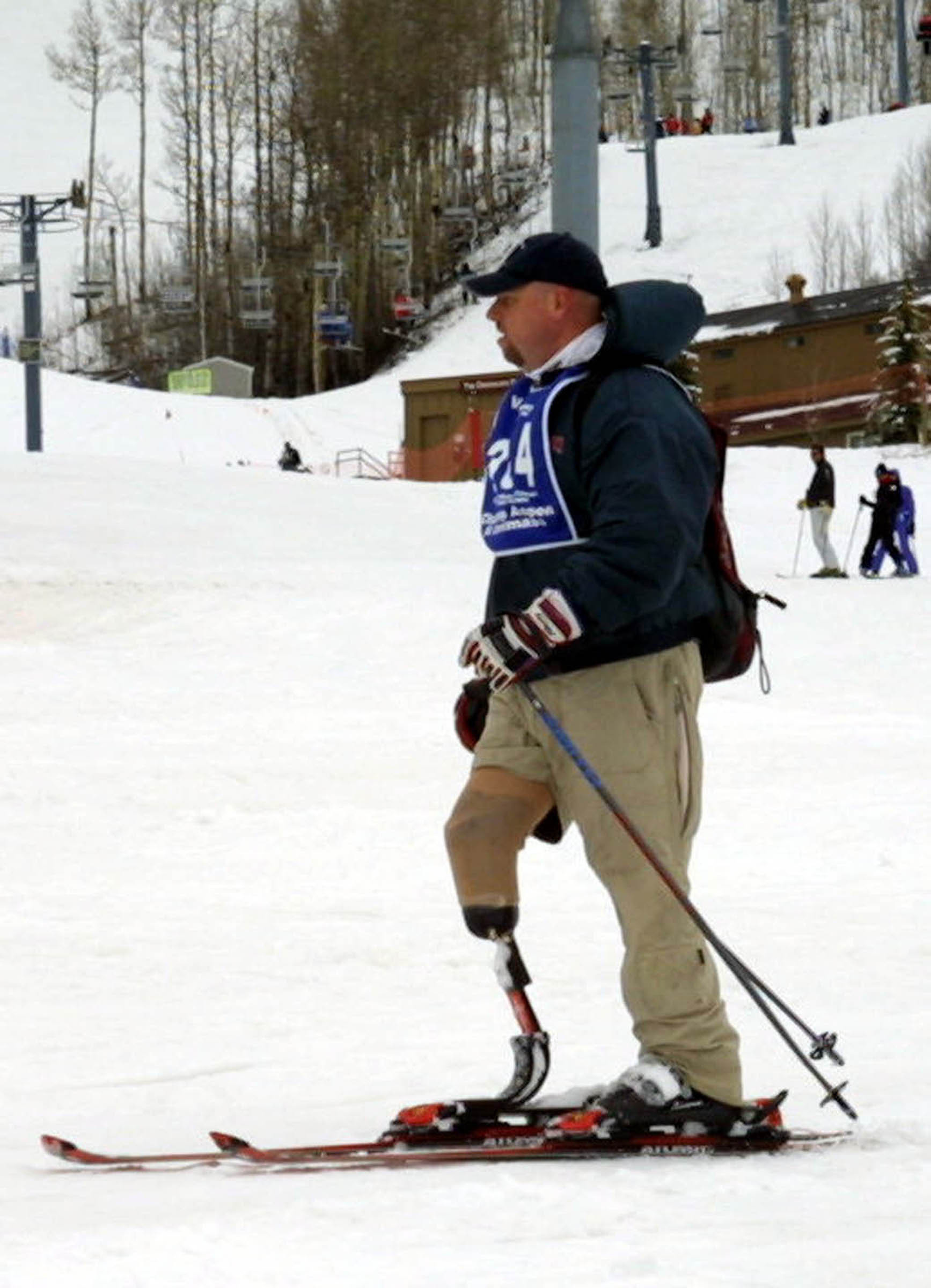
Sci alpino paralimpico

L'attuale programma dei Giochi Paralimpici invernali comprende:
- Biathlon: inserito nel programma paralimpico a partire da Lillehammer 1994.
- Curling in carrozzina: inserito per la prima volta ai IX Giochi paralimpici invernali di Torino 2006, con un torneo ad otto squadre miste.
- Hockey su slittino: inserito nel programma paralimpico a partire da Lillehammer 1994.
- Sci alpino: presente sin dai I Giochi paralimpici invernali tenutisi a Örnsköldsvik, in Svezia, nel 1976. In quell'edizione si svolsero gare maschili e femminili di slalom gigante e slalom speciale per le categorie in piedi e disabili visivi. La discesa libera venne aggiunta a Innsbruck 1984; a Lillehammer 1994 fu la volta del supergigante. La categoria seduti, presente solo a livello dimostrativo nel 1984, fu inserita nelle gare da medaglia a Nagano 1998.
- Sci di fondo: presente sin dai I Giochi paralimpici invernali tenutisi a Örnsköldsvik, in Svezia, nel 1976.